# Colli Aniene

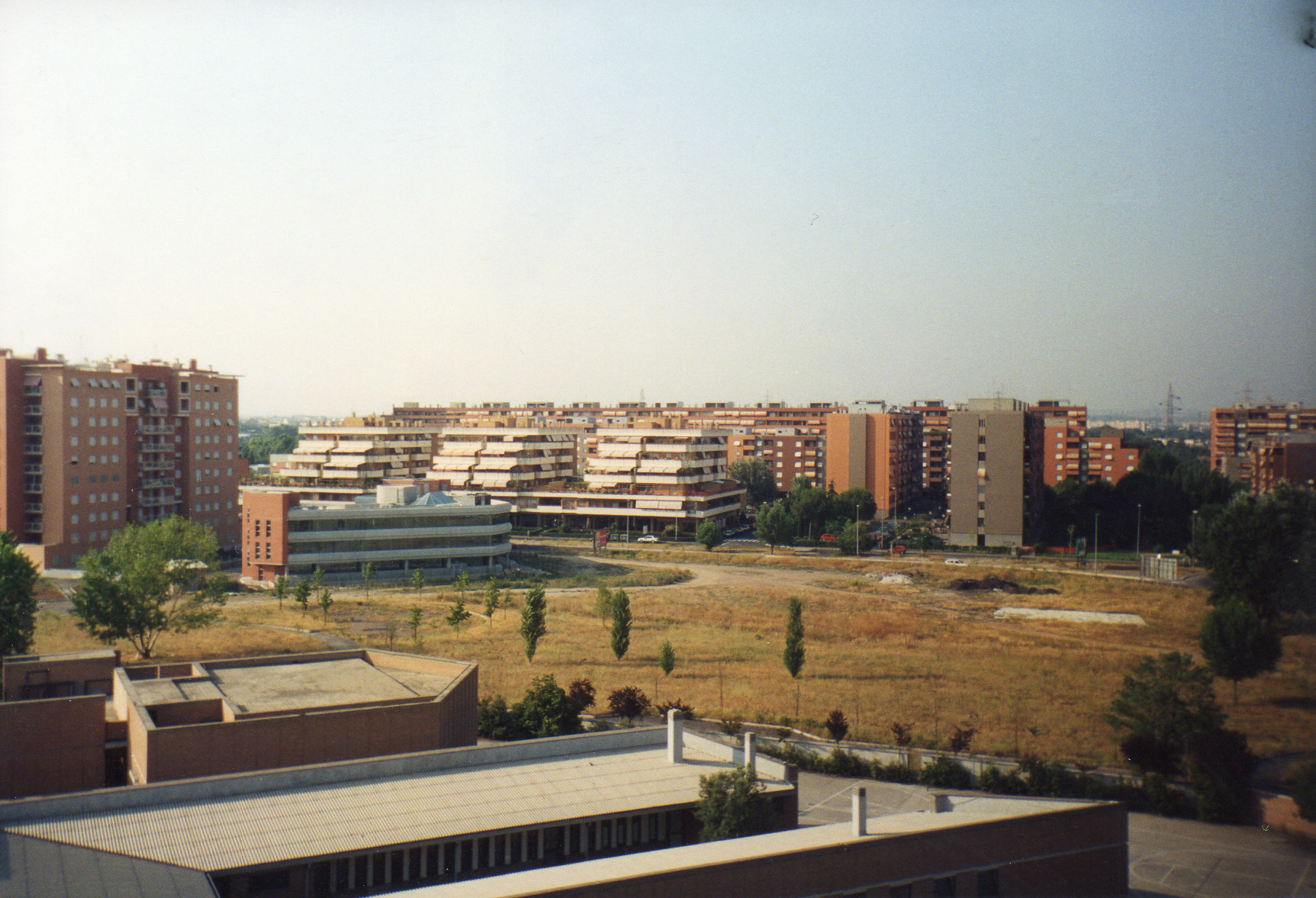
Veduta del quartiere nel 1995

Colli Aniene è un'area urbana del IV Municipio di Roma Capitale, compresa fra via Tiburtina e il tratto urbano dell'autostrada A24, a cavallo di viale Palmiro Togliatti.
Si estende sul quartiere Q. XXII Collatino a ovest e sulla zona Z. VII Tor Cervara a est, corrispondenti alla zona urbanistica 5D Tiburtino Sud, i cui abitanti erano 23 575 alla fine del 2016.
È delimitata a ovest dalla ex borgata del Tiburtino III, a nord dal nodo di scambio di Ponte Mammolo e dal fiume Aniene, a est dal parco della Cervelletta, a sud dall'autostrada A24.

## Storia

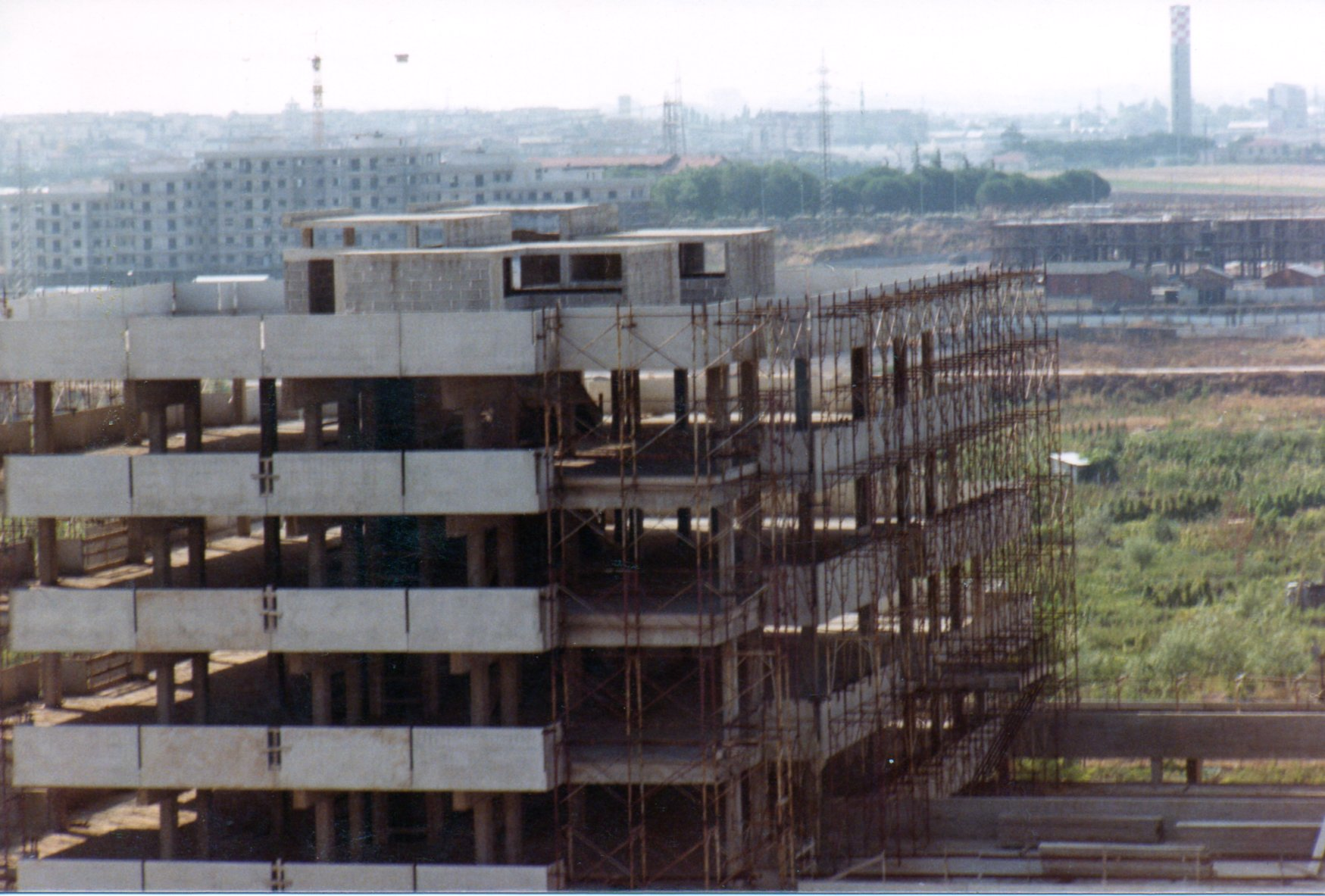
Veduta di Colli Aniene in costruzione, 1980

La storia dell'insediamento inizia alla fine degli anni sessanta, quando una serie di cooperative edilizie, prima tra tutte l'Associazione Italiana Casa, contigua al Partito Comunista Italiano, usufruendo delle facoltà previste dalla legge 167/1962 sull'edilizia economica e popolare, acquistarono una vasta area compresa nel Piano di Zona "Tiburtino Sud".
Le prime costruzioni giunsero agli inizi degli anni settanta a opera di tali cooperative e andarono avanti per tutto il decennio anche se non mancarono episodi di cattiva gestione: in particolare famoso fu il caso della cooperativa di area democristiana Auspicio, la quale dichiarò fallimento e si trovò a essere insolvente con l'Istituto Italiano di Credito Fondiario che aveva emesso i mutui a copertura dell'acquisto degli immobili; la cooperativa fu commissariata e solo dopo un'interrogazione parlamentare radicale e una messa in amministrazione controllata fu possibile per gli assegnatari rinegoziare i singoli contratti di mutuo; tuttavia dei quattro lotti previsti ne fu ultimato solo uno, i cui assegnatari si ricostituirono nel 1982 in una nuova cooperativa, chiamata Aurora '82 che doveva gestire le opere di urbanizzazione, mentre i rimanenti tre lotti confluirono nella "Nuova Auspicio", la cui costruzione fu ripresa nella seconda metà degli anni ottanta e fu ultimata nel 1990. Pur con ritardi, le cooperative ultimarono le costruzioni e curarono l'urbanizzazione.

## Origine del nome
Il nome deriva dalla tipologia del territorio prima dell'urbanizzazione, ondulato (sebbene oggi il quartiere sia pianeggiante) e in parte paludoso per la vicinanza del fiume Aniene.

## Monumenti e luoghi d'interesse

### Architetture civili
- Casale e torre della Cervelletta, su via della Cervelletta. Casale del XVII secolo e torre del XIII secolo.[4]

Realizzato come fortificazione medievale su rovine romane, costituito da una torre circondata da edifici di tipo residenziale e agricolo, di proprietà della famiglia Borghese dal 1629.
- Casale Bocca di Leone, con torre ghibellina del XVII secolo.
- Casale Nardi, costruito a cavallo del 1900 su strutture di epoca romana, e dalla fine del 2009 sede di una biblioteca del circuito Biblioteche di Roma.

### Architetture religiose
- Chiesa di Santa Bernadetta Soubirous, su viale Ettore Franceschini, dedicata alla mistica di Lourdes.

Parrocchia eretta il 5 novembre 1975 con il decreto del cardinale vicario Ugo Poletti Neminem latet. L'edificio attuale fu inaugurato e consacrato nel 1985 ed è opera dell'architetto Vivina Rizzi.
- Chiesa di Sant'Igino papa, su via Ernesto Rossi, dedicata al pontefice del II secolo.

Parrocchia eretta il 12 luglio 1977 con il decreto del cardinale vicario Ugo Poletti A tutti è noto. L'edificio attuale fu consacrato da papa Giovanni Paolo II il 20 gennaio 1991 ed è opera di Carlo Bevilacqua e Anna Maria Feci.

### Siti archeologici
- Resti del vecchio Ponte Mammolo romano, ricostruito più a valle da papa Pio IX nel 1853.

## Cultura

### Cinema
Colli Aniene ha fatto da scenario cinematografico a diverse pellicole di commedie e polizieschi italiani, soprattutto tra la fine degli anni settanta e l'inizio degli anni ottanta, quando il quartiere era ancora in costruzione:
- Cadaveri eccellenti, di Francesco Rosi (1976)
- Il cinico, l'infame, il violento, di Umberto Lenzi (1977)
- La banda del gobbo, di Umberto Lenzi (1977)
- Il... Belpaese, di Luciano Salce (1977)
- Rag. Arturo De Fanti, bancario precario, di Luciano Salce (1980)
- Sono fotogenico, di Dino Risi (1980)
- Zucchero, miele e peperoncino, episodio con Renato Pozzetto, di Sergio Martino (1980)
- L'avvertimento, di Damiano Damiani (1980)
- Testa o croce, episodio "Il figlio del beduino", di Nanni Loy (1982)
- Borotalco, di Carlo Verdone (1982)
- Cercasi Gesù, di Luigi Comencini (1982)
- Il mostro, di Roberto Benigni (1994)
- Auguri professore, di Riccardo Milani (1997)

## Odonimia
Le strade sono dedicate a politici e sindacalisti di varia estrazione politica:
- Mario Alicata, Giorgio Amendola, Antonino Bongiorno, Edoardo D'Onofrio, Fausto Gullo, Cesare Massini, Efisio Orano, Palmiro Togliatti e Aldo Tozzetti (comunisti)
- Angelica Balabanoff, Piero Caleffi, Umberto Calosso, Ettore Franceschini, Camillo Loriedo, Tito Oro Nobili, Fernando Santi, Giuseppe Scalarini e Francesco Zanardi (socialisti)
- Pietro Campilli, Gennaro Cassiani, Mario Cingolani, Raffaele Ciasca, Urbano Cioccetti, Vito Giuseppe Galati, Ercole Marazza, Giuseppe Spataro, Giuseppe Togni ed Ezio Vanoni (democristiani)
- Battista Bardanzellu, Francesco Compagna e Amedeo Sommovigo (repubblicani)
- Ernesto Rossi (azionista)
- Meuccio Ruini (demolaburista)
- Gasparino Caputo (socialdemocratico)
- Sacco e Vanzetti (anarchici)

Inoltre:
- Caterina Martinelli, vittima della violenza fascista nel 1944[7]

## Infrastrutture e trasporti
Il quartiere è attraversato da viale Palmiro Togliatti, che unisce la via Tiburtina a nord, all'altezza del nodo di Ponte Mammolo, e l'autostrada A24 a sud.
|  | È raggiungibile dalla stazione di Palmiro Togliatti. |

## Sport

### Calcio
- Arcadia Calcio (Prima Categoria)
- Mar.na Calcio (Seconda Categoria)

### Calcio a 5
- FB5 Team Rome che nel 2020-21 milita nel campionato femminile di serie A2 girone C.[8]

### Pallavolo
La realtà sportiva più famosa della località fu la polisportiva Centro Coni Colli Aniene, la cui sezione di pallavolo femminile conquistò, sotto la conduzione di Simonetta Avalle, la promozione in serie A1 1991-92, disputando il campionato con il nome di Unibit Roma e qualificandosi per la Coppa CEV successiva, che vinse al suo secondo anno di massima divisione; nella squadra militarono importanti giocatrici internazionali italiane e straniere come Manuela Leggeri, Ana Paula de Tassis, l'olandese Cintha Boersma e la statunitense Rita Crockett.

### Impianti sportivi
- Stadio Campo Via Degli Alberini

## Galleria d'immagini

Autobus 309 all'allora capolinea di Colli Aniene, fine anni settanta
Edificio in costruzione a Colli Aniene, circa 1977
Vista aerea del quartiere nel 1980
Vista aerea del quartiere nel 1990
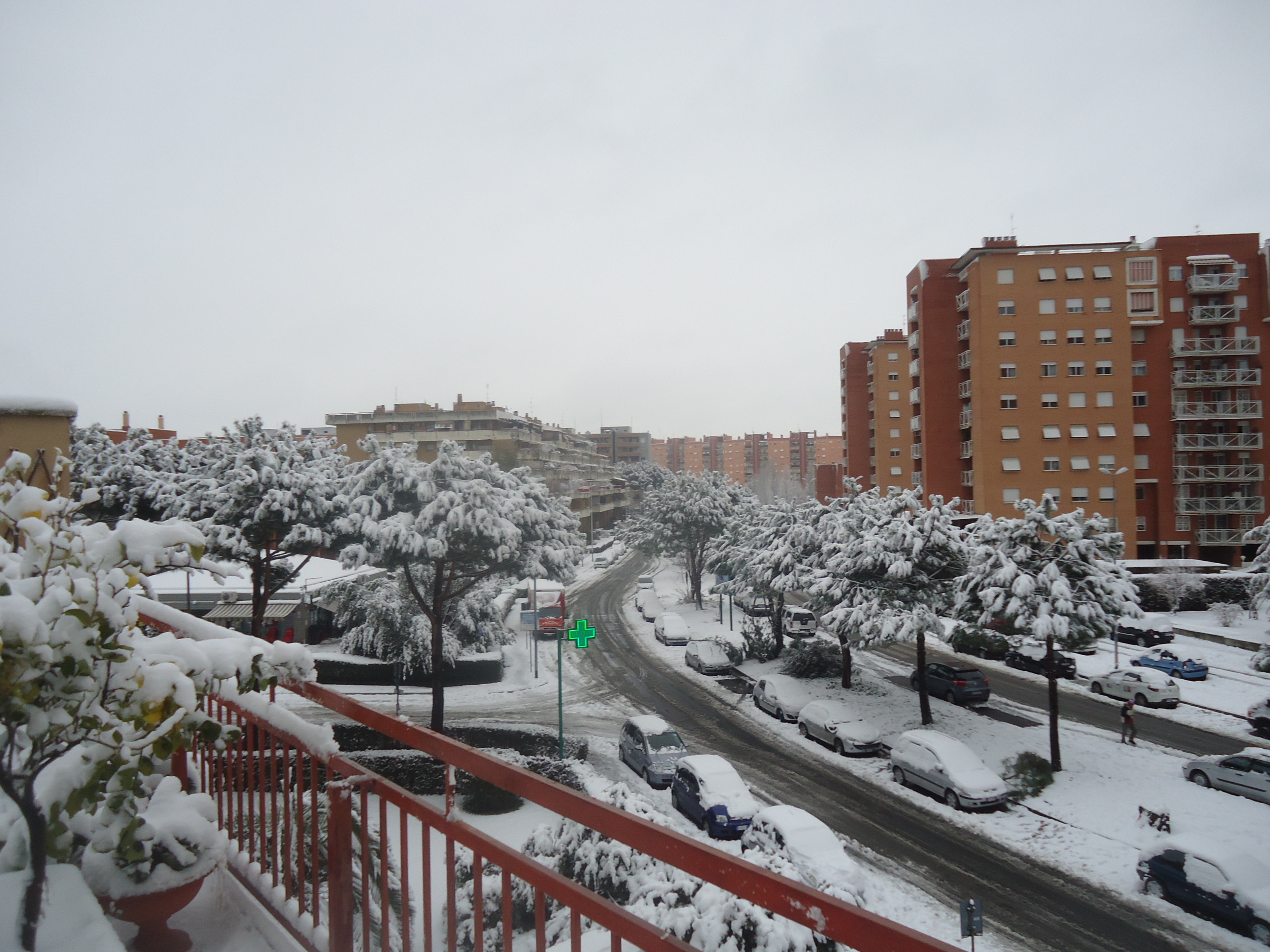
Vista del quartiere durante la nevicata di febbraio 2012